# エルトゥールル (フリゲート)
エルトゥールル (Fırkateyni Ertuğrul) は、オスマン帝国海軍の木造フリゲート。同型艦はない。艦名はオスマン帝国の建国者、オスマン1世の父であるエルトゥールルに因む。

## 概要
本級はオスマン帝国海軍が自国の沿岸防衛のために国産した軍艦である。海軍大臣アブデュルアズィズによって建造が承認され、自国のイスタンブール造船所で建造された。1890年に日本を訪問した帰路に、和歌山県串本町沖で座礁し沈没した（エルトゥールル号遭難事件）。
1890年10月 - 1891年5月 遭難したトルコ軍艦「エルトゥールル号」生存者を送還および遠洋航海のため、僚艦「金剛」と「比叡」が共にコンスタンチノープルを訪問。

## 艦形と武装

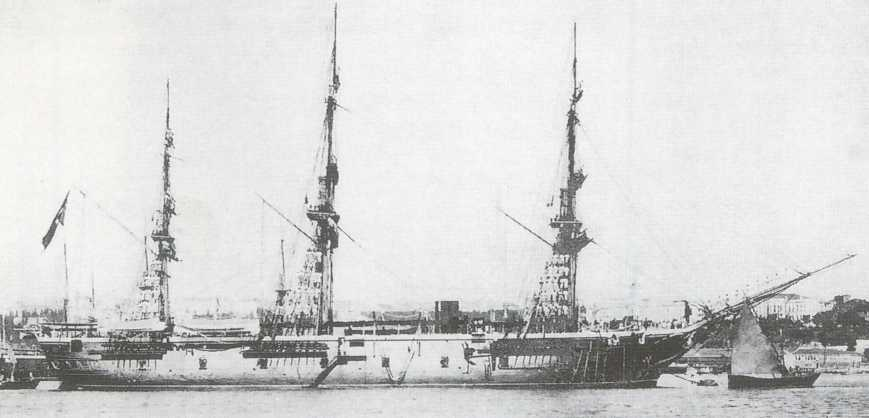
艦形
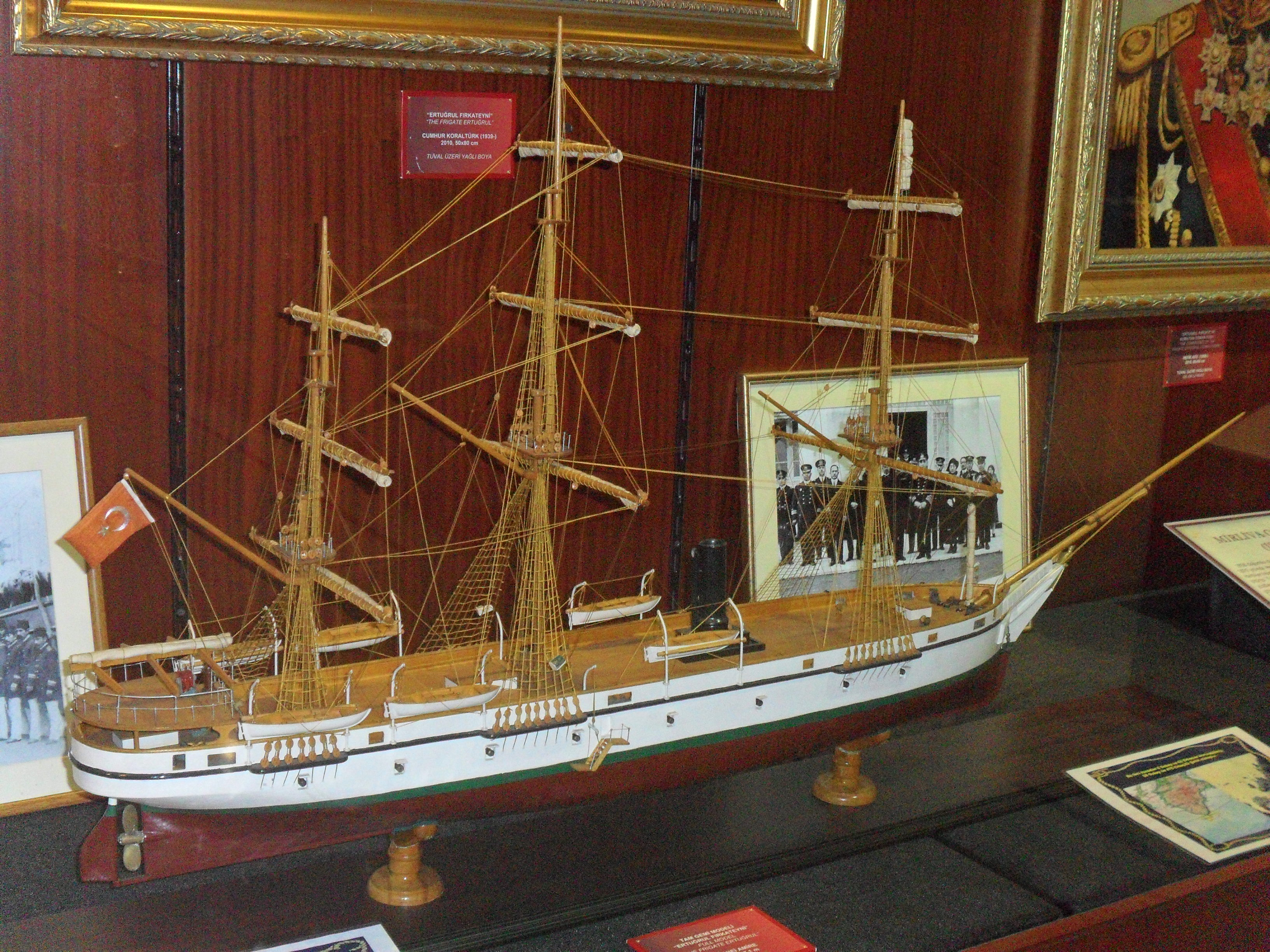
エルトゥールルの模型。
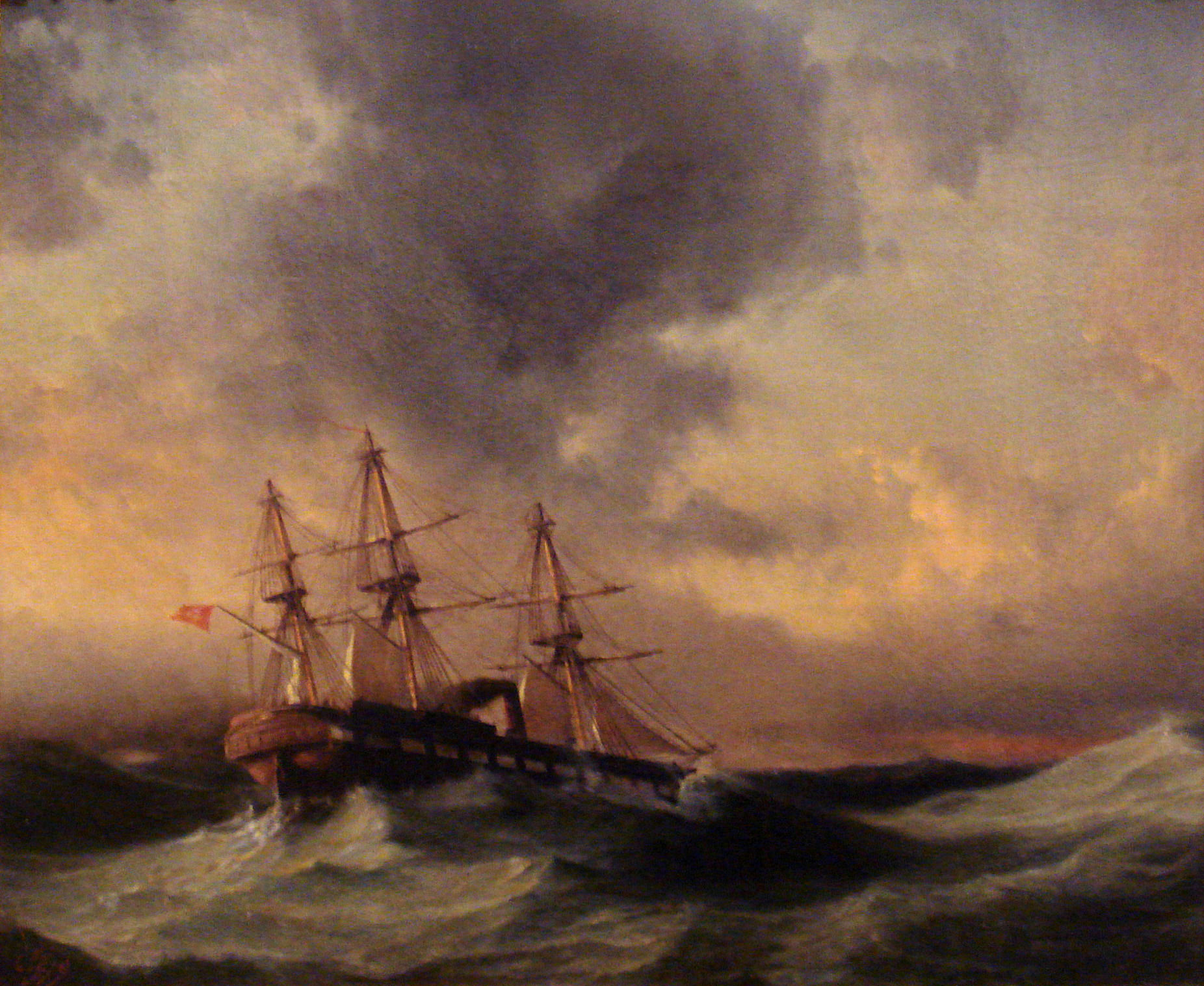
遭難するエルトゥールル号を描いた絵画。

本艦の基本構造は平甲板型船体に3本の帆走用マストを持つ装甲フリゲートで、船体中央部の1番・2番マストの間に船橋を持つ艦橋が立ち、船体内部の砲郭（ケースメイト）部に主武装を左右均等に配置していた。
1864年にロンドンに回航され、1865年まで老朽化した船体の修理と共に、蒸気機関を搭載して蒸気船に改造すると共に武装の一新が行われた。